# Burmai szent templommacska
Burmai szent templommacska, de nevezik még birmannak is. Az ősi legenda szerint a birman egy kék szemű istennőtől, Cun Kiang Szetől származik. Intelligens, gyöngéd, de szerfelett bohókás természetű macska.

## Külső jegyek
Közepes testarányok, enyhén csapott homlok jellemzi. Szőre a közepesen hosszútól a hosszúig fordul elő, ám arcán és lábain rövid, továbbá fehér "zoknija" van. Jegyei és kék szeme a sziámira ütnek. Jelleme nyugodt, alkalmazkodik a családi élethez, hangja lágy.

## Története
Egyesek úgy vélik, hogy a burmai szent templommacska keletről érkezett Európába 1916-ban. A fajta ismerői szerint azonban az első egyedek 1923-ban születtek Nizza mellett, egy fehér mancsú sziámi és egy hosszú szőrű macska szándékos vagy véletlen kereszteződéséből. Csak azután, hogy 1926-ban Párizsban kiállították, találták ki távoli eredetét és a legendát a khmer szerzetesről és macskájáról. Amikor az atyát útonállók megölték, a macska a fejére ugrott. Az atya lelki üdvéért a Szentlélek rövid időre a macskába költözött. Amikor beleszállt a lábain keresztül, az állat mancsai kifehéredtek...
Egy másik legenda szerint haramiák támadtak meg egy ősi burmai kolostort, s a nagy kavarodásban a szerzetesek macskája az istennő szobra előtt termett: "bundája bearanyozódott, szeme az istennő szemének kékjét vette fel, mancsai pedig kifehéredtek". Isteni csoda történt! A kolostor összes macskája "szent színekben" kezdett pompázni, s a csodától felbuzdult szerzeteseknek sikerült visszaszorítani a haramiákat.

## Természete
Valahol félúton a perzsa macska és a sziámi macska között, nyugodt, kiegyensúlyozott, de nem is túláradó. Más macskákkal és kutyákkal barátságosan viselkedik. Életerős cica, játszik, rohangál egész nap. Annyira élvezi a " közönséget", mint egy vásári komédiás. Intelligens, gyöngéd, de szerfelett bohókás természetű. A játékos birman kitűnő társa kisgyerekeknek, de szereti a csendet és a nyugalmat is. Kedvesek és szeretetre méltóak - különösen a kandúrok - de a kissé erős birtokosi hajlammal megáldott birmanok nem tűrik, ha nem foglalkoznak velük és a magányt sem kedvelik. A kertben szívósságukról és kitűnő vadászképességekről tesznek tanúbizonyságot. 